# Kínai tulipánfa
A kínai tulipánfa (Liriodendron chinense) egy Európában viszonylag ritka dísznövény a liliomfa-virágúak (Magnoliales) rendjéből. A mindössze két fajt tartalmazó tulipánfa nemzetségbe tartozik; ennek másik faja az amerikai tulipánfa (Liriodendron tulipifera).

## Elterjedése
Kína és Vietnám hegyvidéki erdőiben honos. A mérsékelt égövben és a trópusokon sokfelé dísznövényként termesztik.

## Megjelenése
Tizenöt méter magasra növő, terebélyes koronájú fa. Kérge szürke, érdes, idősebb korában repedezett. Levelei 15 cm-esek, négykaréjúak. A levelek csúcsa csonka, fonákjuk hamvas. Ősszel a lombja sárgára színeződik, mielőtt lehullana.
Júniusban hozza mintegy 4 cm-es, zöld virágait. A virág három visszahajló, sziromszerű csészéből és hat sziromlevélből áll. Termése tobozszerű, barna.